# NGC 4158
NGC 4158 este o galaxie seyfert situată în constelația Părul Berenicei. A fost descoperită în 1785 de către William Herschel. Se află la o distanță de 37,6 de megaparseci de Pământ.